# Populația Pământului
Populația Pământului (populația globului pământesc sau populația mondială) reprezintă numărul total de oameni care trăiesc pe Pământ într-un anumit moment. Pe 15 noiembrie 2022, la ora 09:59:58, s-a atins nominalul de 8 miliarde de locuitori la nivel global. A fost nevoie de peste 200.000 de ani de istorie umană pentru ca populația lumii să ajungă la 1 miliard, și doar de 200 de ani pentru a ajunge la 7 miliarde.

## Date generale
Pe planeta noastră trăiesc 8 miliarde de oameni, iar la fiecare cinci zile se nasc încă un milion. În prezent, populația globului este de 10 ori mai mare decât acum 400 de ani. Explozia demografică a avut loc datorită îmbunătățirii standardelor de trai și medicale, ceea ce a permis oamenilor să trăiască mai mult decât în secolele anterioare. În același timp, rata nașterilor - numărul de nou-născuți din fiecare familie - staționează la un nivel ridicat în multe zone ale globului. Până când această rată va scădea semnificativ, populația lumii va continua să crească, putând ajunge în anul 2050 la circa 10,5 mld. loc. Actualmente, creșterea populației are loc cu preponderență în țările în curs de dezvoltare - acele state cu nivel industrial și tehnologic limitat. Majoritatea acestor țări se află în Asia și Africa, și parțial în America de Sud și Centrală.
Multe țări în curs de dezvoltare trebuie să facă față dificultăților privind hrănirea și acordarea asistenței social-medicale pentru populațiile lor enorme. Statele cu industrie și tehnologie avansate sunt cunoscute drept țări dezvoltate. În această categorie se află Japonia, Australia și cele mai multe țări din Europa și America de Nord. Majoritatea populațiilor acestor țări a încetat să crească, în unele constatându-se chiar o scădere.

## Repartizarea populației
Cei peste 8 miliarde de oameni de pe Pământ nu sunt repartizați în mod uniform pe suprafața acestuia. Pentru a-și duce traiul, ei preferă anumite zone, în timp ce pe altele le ocolesc. Cei mai mulți dintre locuitorii planetei trăiesc în emisfera nordică. De asemenea, regiunile cu climă temperat-continentală, respectiv temperat-oceanică, sunt mai bine populate decât regiunile cu climă caldă sau rece. Întotdeauna oamenii au avut intenția să se stabilească lângă apele curgătoare sau pe coastele marine. La fel, numărul așezărilor omenești din zona de câmpie este superior celui din zonele de deal, de podiș și de munte. Oamenii preferă să trăiască acolo unde mediul geografic le permite să-și construiască locuințele, să-și asigure hrana cultivând plante tehnice și furajere și crescând animale (bovine, ovine, porcine, caprine, cabaline etc.), sau unde pot desfășura activități industriale sau comerciale.

## Estimări/proiecții ale populației Pământului până în anul 2100

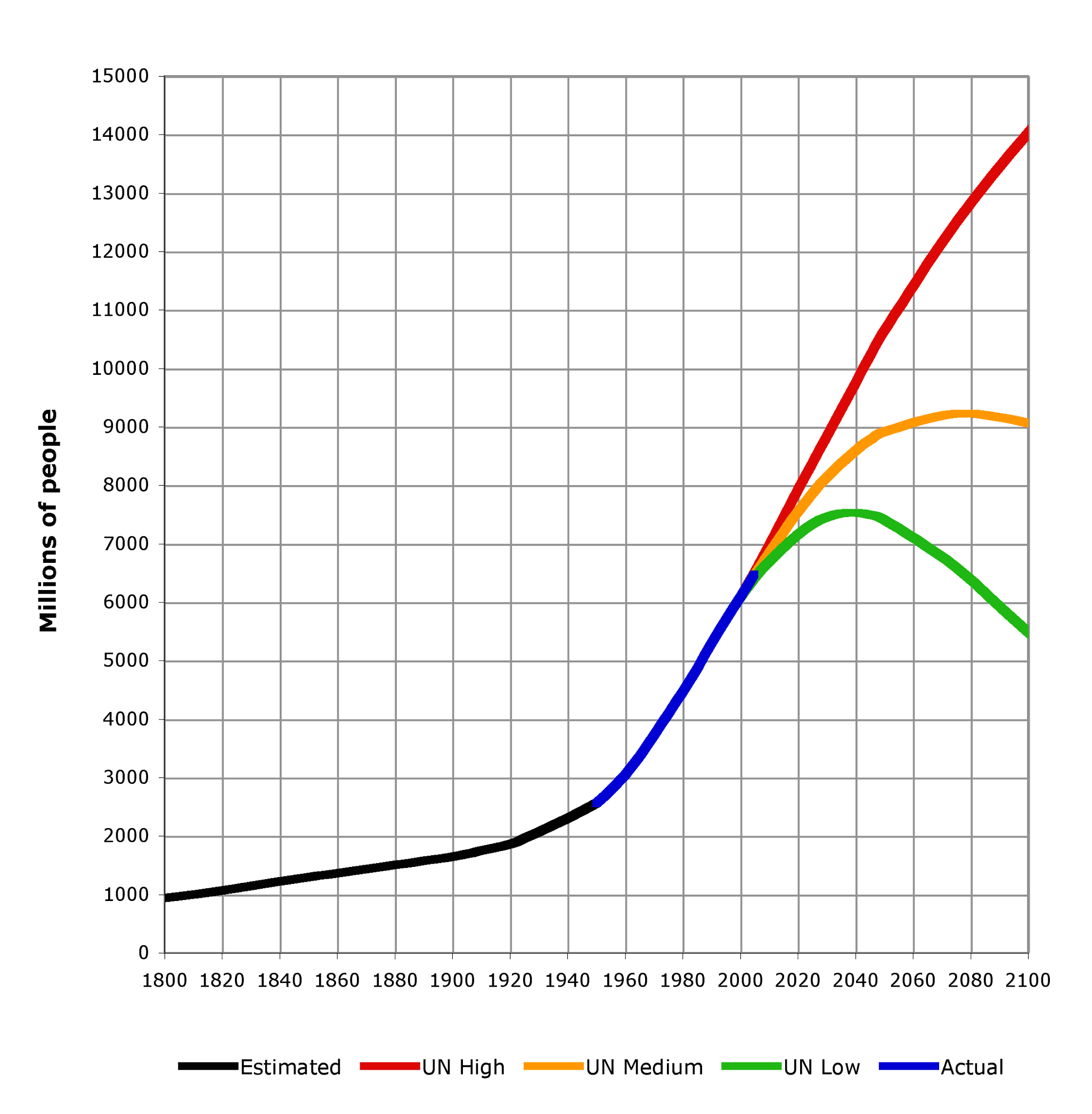
Populația planetei pe parcursul anilor 1800 – 2100 conform mai multor statistici stabilite de UN 2004 projections.

| An   | Total (mlrd.) | Asia          | Africa        | Europa      | America latină + Caraibe | America de Nord | Australia + Oceania |
| ---- | ------------- | ------------- | ------------- | ----------- | ------------------------ | --------------- | ------------------- |
| 2010 | 6.916         | 4.165 (60,2%) | 1.031 (14,9%) | 740 (10,7%) | 596 (8,6%)               | 347 (5,0%)      | 37 (0,5%)           |
| 2015 | 7.324         | 4.385 (59,9%) | 1.166 (15,9%) | 743 (10,1%) | 630 (8,6%)               | 361 (4,9%)      | 39 (0,5%)           |
| 2020 | 7.717         | 4.582 (59,4%) | 1.312 (17,0%) | 744 (9,6%)  | 662 (8,6%)               | 376 (4,9%)      | 42 (0,5%)           |
| 2025 | 8.083         | 4.749 (58,8%) | 1.468 (18,2%) | 741 (9,2%)  | 691 (8,5%)               | 390 (4,8%)      | 45 (0,6%)           |
| 2030 | 8.425         | 4.887 (58,0%) | 1.634 (19,4%) | 736 (8,7%)  | 717 (8,5%)               | 403 (4,8%)      | 47 (0,6%)           |
| 2035 | 8.743         | 4.997 (57,2%) | 1.812 (20,7%) | 730 (8,3%)  | 739 (8,5%)               | 415 (4,8%)      | 50 (0,6%)           |
| 2040 | 9.039         | 5.080 (56,2%) | 1.999 (22,1%) | 724 (8,0%)  | 757 (8,4%)               | 426 (4,8%)      | 52 (0,6%)           |
| 2045 | 9.308         | 5.136 (55,2%) | 2.194 (23,6%) | 717 (7,7%)  | 771 (8,3%)               | 436 (4,7%)      | 55 (0,6%)           |
| 2050 | 9.551         | 5.164 (54,1%) | 2.393 (25,1%) | 709 (7,4%)  | 782 (8,2%)               | 446 (4,7%)      | 57 (0,6%)           |
| 2055 | 9.766         | 5.168 (52,9%) | 2.595 (26,6%) | 700 (7,2%)  | 788 (8,1%)               | 456 (4,7%)      | 59 (0,6%)           |
| 2060 | 9.957         | 5.152 (51,7%) | 2.797 (28,1%) | 691 (6,9%)  | 791 (7,9%)               | 465 (4,7%)      | 61 (0,6%)           |
| 2065 | 10.127        | 5.120 (50,6%) | 2.998 (29,6%) | 681 (6,7%)  | 791 (7,8%)               | 474 (4,7%)      | 63 (0,6%)           |
| 2070 | 10.277        | 5.075 (49,4%) | 3.195 (31,1%) | 673 (6,5%)  | 788 (7,6%)               | 482 (4,7%)      | 64 (0,6%)           |
| 2075 | 10.409        | 5.019 (48,2%) | 3.387 (32,5%) | 665 (6,4%)  | 783 (7,5%)               | 490 (4,7%)      | 66 (0,6%)           |
| 2080 | 10.524        | 4.957 (47,1%) | 3.570 (33,9%) | 659 (6,3%)  | 776 (7,4%)               | 496 (4,7%)      | 67 (0,6%)           |
| 2085 | 10.626        | 4.894 (46,1%) | 3.742 (35,2%) | 653 (6,1%)  | 767 (7,2%)               | 502 (4,7%)      | 68 (0,6%)           |
| 2090 | 10.717        | 4.833 (45,1%) | 3.903 (36,4%) | 649 (6,1%)  | 757 (7,1%)               | 506 (4,7%)      | 69 (0,6%)           |
| 2095 | 10.794        | 4.773 (44,2%) | 4.051 (37,6%) | 644 (6,0%)  | 747 (6,9%)               | 510 (4,7%)      | 69 (0,6%)           |
| 2100 | 10.854        | 4.712 (43,4%) | 4.185 (38,6%) | 639 (5,9%)  | 736 (6,8%)               | 513 (4,7%)      | 70 (0,6%)           |

## Cele mai populate mega-orașe ale lumii
Astăzi, pe Pământ există 26 de megaorașe — orașe cu peste 10 milioane de locuitori, 15 dintre acestea aflându-se în țările în curs de dezvoltare. În următorul tabel sunt prezentate în ordine alfabetică megaorașele lumii, conform statisticilor din anul 2010:
| Zona metropolitană | Populația rezidentă în aglomerațiile urbane la nivelul anului 2010 | Țara                       | Imagine panoramică |
| ------------------ | ------------------------------------------------------------------ | -------------------------- | ------------------ |
| Beijing            | 22.000.000 loc.                                                    | Republica Populară Chineză |                    |
| Buenos Aires       | 14.235.106 loc.                                                    | Argentina                  |                    |
| Cairo              | 19.439.541 loc.                                                    | Egipt                      |                    |
| Chongqing          | 31.442.300 loc.                                                    | Republica Populară Chineză |                    |
| Ciudad de México   | 23.293.783 loc.                                                    | Mexic                      |                    |
| Delhi              | 18.916.890 loc.                                                    | India                      |                    |
| Dhaka              | 13.240.743 loc.                                                    | Bangladesh                 |                    |
| Istanbul           | 14.350.423 loc.                                                    | Turcia                     |                    |
| Jakarta            | 26.600.000 loc.                                                    | Indonezia                  |                    |
| Karachi            | 13.052.000 loc.                                                    | Pakistan                   |                    |
| Kolkata            | 15.644.040 loc.                                                    | India                      |                    |
| Lagos              | 15.500.000 loc.                                                    | Nigeria                    |                    |
| Lahore             | 10.000.000 loc.                                                    | Pakistan                   |                    |
| Londra             | 13.945.000 loc.                                                    | Marea Britanie             |                    |
| Los Angeles        | 3.898.747 loc. (în 2020)                                           | Statele Unite ale Americii |                    |
| Manila             | 19.888.419 loc.                                                    | Filipine                   |                    |
| Moscova            | 14.837.510 loc.                                                    | Rusia                      |                    |
| Mumbai             | 21.900.967 loc.                                                    | India                      |                    |
| New York           | 25.933.312 loc.                                                    | Statele Unite ale Americii |                    |
| Osaka              | 17.409.585 loc.                                                    | Japonia                    |                    |
| Paris              | 11.836.970 loc.                                                    | Franța                     |                    |
| Rio de Janeiro     | 14.387.000 loc.                                                    | Brazilia                   |                    |
| São Paulo          | 20.853.705 loc.                                                    | Brazilia                   |                    |
| Seul               | 24.500.000 loc.                                                    | Coreea de Sud              |                    |
| Shanghai           | 19.213.200 loc.                                                    | Republica Populară Chineză |                    |
| Tokyo              | 37.730.064 loc.                                                    | Japonia                    |                    |